# Umbridae
Umbridae là một họ cá vây tia nước ngọt ở miền ôn đới Bắc bán cầu. Đây là những loài cá nhỏ với loài lớn nhất đạt chiều dài 33 cm (13 in), và đa số chỉ dài bằng một nửa như thế.), và U. krameri. U. pygmaea có thể được tìm thấy dọc theo miền Đông Hoa Kỳ và Đông Nam Canada. U. limi phân bố khắp vùng Ngũ Đại Hồ và lưu vực sông Mississippi của Bắc Mỹ. U. krameri sinh sống ở lưu vực các sông Danube và Dniester. Umbra spp. thường gặp nhất ở vùng duyên hải Đại Tây Dương của Bắc Mỹ dọc theo các khu vực nước nghèo oxy của sông Mississippi, cũng như những nơi có môi trường tương tự tại châu Âu. Chi Novumbra gồm loài N. hubbsi, hiện diện ở vùng bờ Tây Bắc Mỹ. Dallia pectoralis có mặt khắp Alaska và một vùng nhỏ ở đông bắc Siberia. 